# Lotta libera ai Giochi della XI Olimpiade - Pesi welter
La competizione della categoria pesi welter (fino a 72 kg) di lotta libera dei Giochi della XI Olimpiade si è svolta nei giorni 2 e 4 agosto al Deutschlandhalle in Berlino.

## Formato
Ad ogni incontro venivano assegnate le seguenti penalità:
- 0 = Al vincitore per schienata
- 1 = Al vincitore per decisione
- 2 = Allo sconfitto per decisione (1 giudici contro 2)
- 3 = Allo sconfitto per decisione (0 giudici contro 3)
- 3 = Allo sconfitto per schienata

Con cinque penalità o più il lottatore veniva eliminato.

## Risultati
| Legenda                                  | Legenda |
| ---------------------------------------- | ------- |
| Lottatore con 5 penalità o più Eliminato |         |

### 1 Turno
Si è disputato il 2 agosto.
| Vincitore       | Pen. | Risultato | Sconfitto        | Pen. |
| --------------- | ---- | --------- | ---------------- | ---- |
| Sepp Paar       | 1    | 2:1       | John O'Hara      | 2    |
| Thure Andersson | 0    | Schienato | Alois Samec      | 3    |
| Jaakko Pietilä  | 1    | 3:0       | Kálmán Sóvári    | 3    |
| Willy Angst     | 0    | Schienato | August Kukk      | 3    |
| Frank Lewis     | 0    | Schienato | Julien Beke      | 3    |
| Joe Schleimer   | 0    | Schienato | Rashid Anwar     | 3    |
| Jean Jourlin    | 1    | 2:1       | Hüseyin Erçetin  | 2    |
| William Fox     | 1    | 3:0       | Shoichi Masutomi | 3    |

### 2 Turno
Si è disputato il 4 agosto.
| Vincitore       | Pen. | Risultato | Sconfitto        | Pen. |
| --------------- | ---- | --------- | ---------------- | ---- |
| John O'Hara     | 1    | 3:0       | Alois Samec      | 6    |
| Sepp Paar       | 1    | Schienato | Thure Andersson  | 3    |
| Willy Angst     | 1    | 3:0       | Jaakko Pietilä   | 4    |
| Kálmán Sóvári   | 4    | 2:1       | August Kukk      | 5    |
| Frank Lewis     | 0    | Schienato | Joe Schleimer    | 3    |
| Julien Beke     | 3    | Schienato | Rashid Anwar     | 6    |
| Hüseyin Erçetin | 3    | 3:0       | William Fox      | 4    |
| Jean Jourlin    | 1    | Schienato | Shoichi Masutomi | 6    |

### 3 Turno
Si è disputato il 4 agosto.
| Vincitore       | Pen. | Risultato | Sconfitto       | Pen. |
| --------------- | ---- | --------- | --------------- | ---- |
| Thure Andersson | 3    | Schienato | John O'Hara     | 4    |
| Sepp Paar       | 2    | 3:0       | Jaakko Pietilä  | 7    |
| Willy Angst     | 1    | Schienato | Kálmán Sóvári   | 7    |
| Frank Lewis     | 0    | Schienato | Hüseyin Erçetin | 6    |
| Joe Schleimer   | 3    | Schienato | Julien Beke     | 6    |
| Jean Jourlin    | 1    | Esentato  |                 |      |
|                 |      | Ritirato  | William Fox     | -    |

### 4 Turno
Si è disputato il 4 agosto.
| Vincitore       | Pen. | Risultato | Sconfitto   | Pen. |
| --------------- | ---- | --------- | ----------- | ---- |
| Jean Jourlin    | 2    | 3:0       | Sepp Paar   | 5    |
| Thure Andersson | 3    | Schienato | Frank Lewis | 3    |
| Joe Schleimer   | 3    | Schienato | Willy Angst | 4    |

### 5 Turno
Si è disputato il 4 agosto.
| Vincitore       | Pen. | Risultato | Sconfitto    | Pen. |
| --------------- | ---- | --------- | ------------ | ---- |
| Thure Andersson | 4    | 3:0       | Jean Jourlin | 5    |
| Frank Lewis     | 3    | Schienato | Willy Angst  | 7    |
| Joe Schleimer   | 3    |           | Esentato     |      |

### 6 Turno
Si è disputato il 4 agosto.
| Vincitore       | Pen. | Risultato | Sconfitto     | Pen. |
| --------------- | ---- | --------- | ------------- | ---- |
| Thure Andersson | 4    | Schienato | Joe Schleimer | 6    |
| Frank Lewis     | 3    | Esentato  |               |      |

## Classifica finale
| Pos.    | Atleta           | Nazione          |
| ------- | ---------------- | ---------------- |
| Oro     | Frank Lewis      | Stati Uniti      |
| Argento | Thure Andersson  | Svezia           |
| Bronzo  | Joe Schleimer    | Canada           |
| 4       | Jean Jourlin     | Francia          |
| 5       | Willy Angst      | Svizzera         |
| 6       | Sepp Paar        | Germania         |
| 7       | John O'Hara      | Australia        |
| 7       | Julien Beke      | Belgio           |
| 7       | Hüseyin Erçetin  | Turchia          |
| 10      | Jaakko Pietilä   | Finlandia        |
| 10      | Kálmán Sóvári    | Ungheria         |
| 12      | William Fox      | Gran Bretagna    |
| 13      | August Kukk      | Estonia          |
| 14      | Rashid Anwar     | India Britannica |
| 14      | Shoichi Masutomi | Giappone         |
| 14      | Alois Samec      | Cecoslovacchia   |